# 대한민국 민법 제108조
대한민국 민법 제108조는 통정(通情)한 허위의 의사표시에 대한 민법 총칙 조문이다.

## 조문
제108조 (통정한 허위의 의사표시)
① 상대방과 통정한 허위의 의사표시는 무효로 한다.
② 전항의 의사표시의 무효는 선의의 제삼자에게 대항하지 못한다.

第108條(通情한 虛僞의 意思表示) ① 相對方과 通情한 虛僞의 意思表示는 無效로 한다.
②前項의 意思表示의 無效는 善意의 第三者에게 對抗하지 못한다.

## 비교 조문
일본민법 제94조 (허위표시) 상대방과 통모한 허위의 의사표시는 무효로 한다.
2 전항의 규정에 의한 의사표시의 무효는 선의의 제3자에게 대항할 수 없다.

## 의미
쉽게 풀어서 '상대방과 서로 짜고 거짓으로 한 의사표시는 무효로 한다'라는 의미이다.

## 해설
통정한 허위의 의사표시는 허위표시의 당사자와 포괄승계인 이외의 자로서 그 허위표시에 의하여 외형상 형성된 법률관계를 토대로 실질적으로 새로운 법률상 이해관계를 맺은 제3자를 제외한 누구에 대하여서나 무효이고, 또한 누구든지 그 무효를 주장할 수 있다
일본 판례는 1954년 최고재판소의 판결을 시작으로 하여 외관창출에 본인의 귀책원인이 존재하는 일정한 경우 일본민법 제94조 제2항의 유추적용을 인정하고 학설 역시 이에 동의한다.

## 판례

### 가압류
- 통정한 허위표시에 의하여 외형상 형성된 법률관계로 생긴 채권을 가압류한 경우, 그 가압류권자는 허위표시에 기초하여 새로운 법률상 이해관계를 가지게 되므로 민법 제108조 제2항의 제3자에 해당한다고 봄이 상당하고, 또한 민법 제108조 제2항의 제3자는 선의이면 족하고 무과실은 요건이 아니다[3].

### 선의의 제3자 여부
- 파산자가 파산선고시에 가진 모든 재산은 파산재단을 구성하고, 그 파산재단을 관리 및 처분할 권리는 파산관재인에게 속하므로, 파산관재인은 파산자의 포괄승계인과 같은 지위를 가지게 되지만, 파산이 선고되면 파산채권자는 파산절차에 의하지 아니하고는 파산채권을 행사할 수 없고, 파산관재인이 파산채권자 전체의 공동의 이익을 위하여 선량한 관리자의 주의로써 그 직무를 행하므로, 파산관재인은 파산선고에 따라 파산자와 독립하여 그 재산에 관하여 이해관계를 가지게 된 제3자로서의 지위도 가지게 되며, 따라서 파산자가 상대방과 통정한 허위의 의사표시를 통하여 가장채권을 보유하고 있다가 파산이 선고된 경우 그 가장채권도 일단 파산재단에 속하게 되고, 파산선고에 따라 파산자와는 독립한 지위에서 파산채권자 전체의 공동의 이익을 위하여 직무를 행하게 된 파산관재인은 그 허위표시에 따라 외형상 형성된 법률관계를 토대로 실질적으로 새로운 법률상 이해관계를 가지게 된 민법 제108조 제2항의 제3자에 해당한다.[4]

- 파산관재인이 민법 제108조 제2항의 경우 등에 있어 제3자에 해당하는 것은 파산관재인은 파산채권자 전체의 공동의 이익을 위해 선량한 관리자의 주의로써 그 직무를 행해야 하는 지위에 있기 때문이므로, 그 선의·악의도 파산관재인 개인의 선의·악의를 기준으로 할 수는 없고 총파산채권자를 기준으로 해 파산채권자 모두가 악의로 되지 않는 한 파산관재인은 선의의 제3자라고 할 수밖에 없다.[5]

- 민법 제108조 제2항에 규정된 통정허위표시에 있어서의 제3자는 그 선의 여부가 문제이지 이에 관한 과실 유무를 따질 것이 아니다.[6]

### 어음법
- 어음행위에 민법 제108조가 적용됨을 전제로, 실제로 어음상의 권리를 취득하게 할 의사는 없이 단지 채권자들에 의한 채권의 추심이나 강제집행을 피하기 위한 약속어음 발행행위가 통정허위표시로서 무효라고 한 원심의 판단을 수긍하였다.[7]

### 보험법
- 한편 피보험자의 경제적 능력을 초과하여 지나치게 과다하게 여러 개의 상해 및 생명보험에 가입한 사안에서도 상법상 중복보험의 적용에 대한 판시 없이 이러한 보험계약은 민법 제108조 위반 즉 선량한 풍속 기타 사회질서를 위반한 계약으로 무효이다.[8]

### 채권자취소권의 대상이 된 법률행위의 경우
채무자의 법률행위가 가장행위라도 채권자취소권의 대상이 될 수 있고, 채권자취소권의 대상으로 된 채무자의 법률행위라도 통정허위표시의 요건을 갖춘 경우에는 무효이다.
- 상대방과 통정한 허위의 의사표시는 무효이고 누구든지 그 무효를 주장할 수 있는 것이 원칙이나, 허위표시의 당사자와 포괄승계인 이외의 자로서 허위표시에 의하여 외형상 형성된 법률관계를 토대로 실질적으로 새로운 법률상 이해관계를 맺은 선의의 제3자에 대하여는 허위표시의 당사자뿐만 아니라 그 누구도 허위표시의 무효를 대항하지 못하는 것인데, ② 허위표시의 무효를 선의의 제3자에게 대항하지 못하게 한 취지는 이를 기초로 하여 별개의 법률원인에 의하여 고유한 법률상의 이익을 갖는 법률관계에 들어간 자를 보호하기 위한 것이므로 제3자의 범위는 권리관계에 기초하여 형식적으로만 파악할 것이 아니라 허위표시행위를 기초로 하여 새로운 법률상 이해관계를 맺었는지 여부에 따라 실질적으로 파악하여야 한다.[10]

## 참고문헌
- 김민동. "가장행위에 대한 이탈리아 민법과 DCFR 규정의 비교분석을 통한 민법 제108조 개정안 연구." 재산법연구 29.2 (2012): 129-155.
- 김영희. "명의신탁과 허위표시- 민법 제108조 허위표시 규정을 통한 명의신탁 규율을 제안함 -." 재산법연구 41.4 (2025): 397-444.
- 이동형. "민법(民法) 제108조 제2항의 제삼자(第三者)의 범위(範圍) -일반채권자(一般債權者)·압류채권자(押留債權者)를 중심으로-." 법조 57.2 (2008): 335-372.
- 嚴東燮. "虛僞表示(민법 제108조)에 관한 判例分析." 서강법학 1.- (1999): 121-157.
- 이동형. "통정허위표시를 한 자의 파산관재인이 민법 제108조 제2항의 제삼자인지 여부." 법조 53.6 (2004): 123-147.
- 이동형. "판례평석(判例評釋) : 통정허위표시(通情虛僞表示)를 한 자(者)의 파산관재인(破産管財人)이 민법(民法) 제108조 제2항의 제삼자(第三者)인지 여부." 법조 53.6 (2004): 123-147.
- 黃慶雄. "판례로 본 민법 제108조 제2항의 제3자 범위." 중앙법학 16.3 (2014): 219-249.
- 제철웅. "불성립한 보증채무를 이행한 보증인의 보호와 민법 제108조 제2항 : 대판 2000.7.6, 99다51258(판례공보 2000년 하, 1861)의 평석." 민사법학 21.- (2002): 266-291.
- 양형우. "통정허위표시에 따른 가등기의 명의인이 임의로 본등기를 마친 경우와 민법 제108조 제2항의 제3자 -대법원 2020.1.30. 선고 2019다280375 판결-." 홍익법학 21.3 (2020): 251-279.

## 같이 보기
- 대한민국 민법 제103조 반사회질서의 법률행위
- 대한민국 민법 제104조 불공정한 법률행위